# Bistum Nalgonda

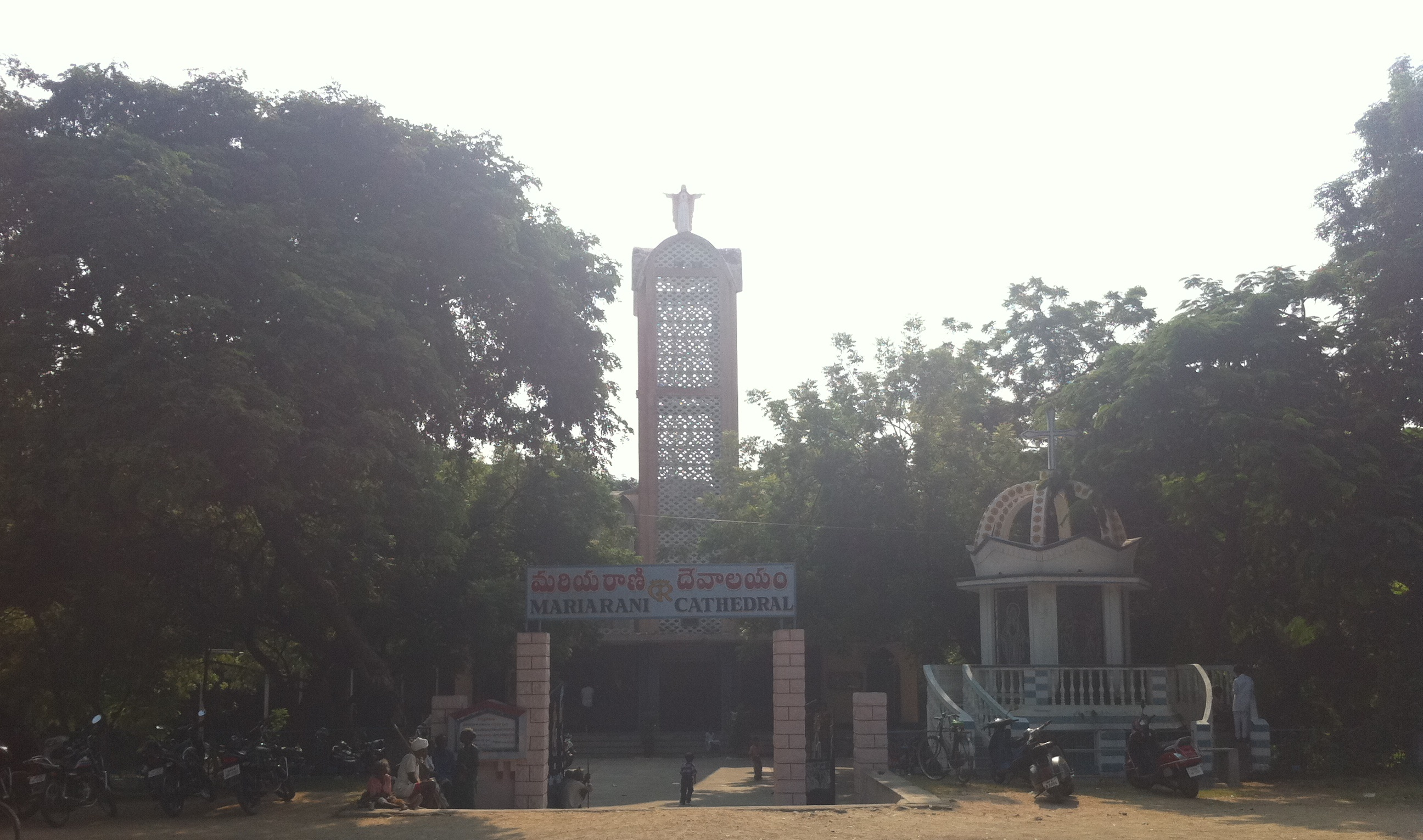
Mariarani Kathedrale Nalgonda

Das Bistum Nalgonda (lat.: Dioecesis Nalgondaensis) ist eine in Indien gelegene römisch-katholische Diözese mit Sitz in Nalgonda.

## Geschichte
Das Bistum Nalgonda wurde am 31. Mai 1976 durch Papst Paul VI. mit der Apostolischen Konstitution Animarum utilitati aus Gebietsabtretungen des Erzbistums Hyderabad und des Bistums Warangal errichtet und dem Erzbistum Hyderabad als Suffraganbistum unterstellt.

## Territorium
Das Bistum Nalgonda umfasst die Distrikte Mahbubnagar und Nalgonda im Bundesstaat Telangana.

## Bischöfe von Nalgonda
- Mathew Cheriankunnel PIME, 1976–1986, dann Koadjutorbischof von Kurnool
- Innayya Chinna Addagatla, 1989–1993, dann Bischof von Srikakulam
- Joji Govindu, 1997–2021
- Dhaman Kumar Karanam MSFS, seit 2024